# Azzardo (album)
Azzardo è il 5º album del cantautore italiano Luigi Grechi, pubblicato nel 1990.
L'album originale in formato audio cassetta è stato prodotto da Ricky Mantoan.